# Én kicsi pónim: A legeslegjobb ajándék
Az Én kicsi pónim: A legeslegjobb ajándék (eredeti cím: My Little Pony: Best Gift Ever) 2018-ban bemutatott amerikai–kanadai 2D-s számítógépes animációs különkiadás amely az Én kicsi pónim: Varázslatos barátság animációs televíziós sorozathoz készült. A DHX Media készítette, a Hasbro Studios forgalmazta. Amerikában 2018. október 27-én mutatta be a Discovery Family csatorna. Magyarországon a Minimax mutatta be 2019. december 24-én.
A film bemondott címe Én kicsi pónim: Equestria lányok – A legeslegjobb ajándék lett. Valószínűleg az Equsestria Girls különkiadásokkal egyidőben történő szinkronizálás vezethetett a téves címbemondáshoz.

## Ismertető
Minden póni a Szív Melege estéjére készülődik Equestriában. Twilight Sparkle és barátai szív melege segítőt választanak, hogy csak egy ajándékot kelljen adniuk egy másik póninak, és felkerekednek Equestria-szerte, hogy megtalálják a tökéletes ajándékot.

## Szereplők
| Szereplő          | Eredeti hang        | Magyar hang        |
| ----------------- | ------------------- | ------------------ |
| Twilight Sparkle  | Tara Strong         | Vadász Bea         |
| Rainbow Dash      | Ashleigh Ball       | Grúber Zita        |
| Applejack         | Ashleigh Ball       | Solecki Janka      |
| Pinkie Pie        | Andrea Libman       | Zsigmond Tamara    |
| Fluttershy        | Andrea Libman       | Szabó Zselyke      |
| Rarity            | Tabitha St. Germain | Molnár Ilona       |
| Spike             | Cathy Weseluck      | Seszták Szabolcs   |
| Shining Armor     | Andrew Francis      | Moser Károly       |
| Princess Cadance  | Britt McKillip      | Vágó Bernadett     |
| Discord           | John de Lancie      | Pusztaszeri Kornél |
| Flim              | Sam Vincent         | Harcsik Róbert     |
| Flam              | Scott McNeil        | Joó Gábor          |
| Rutherford hercek | Garry Chalk         | Varga Rókus        |
| Muffins           | Tabitha St. Germain | Szűcs Anna Viola   |
| Maud Pie          | Ingrid Nilson       | Győrfi Laura       |
| Oak Nut           | Garry Chalk         | Borbély Sándor     |
| Butternut         | Ingrid Nilson       | Lázár Erika        |
| Pistachio         | Sean Thomas         | Baráth István      |
| Aurora            | Asia Mattu          | Andresz Kati       |
| Bori              | Alison Wandzura     | Berkes Boglárka    |
| Alice             | Meaghan Hommy       | Magyar Viktória    |
| Parcel Post       | Sam Vincent         | Szentirmai Zsolt   |

## Dalok
| Dal                      | Eredeti előadó                                                                                               | Magyar előadó                                                |
| ------------------------ | --- | ------------------------------------------------------------ |
| One More Day             | Ashleigh Ball, Andrea Libman, Kazumi Evans, Shannon Chan-Kent, Cathy Weseluck, Rebecca Shoichet, Sam Vincent | Csuha Bori, Szabó Zselyke, Magyar Viktória, Szentirmai Zsolt |
| The True Gift of Gifting | Cathy Weseluck, Rebecca Shoichet, Ashleigh Ball, Andrea Libman, Kazumi Evans, Shannon Chan-Kent              | Magyar Viktória                                              |